# 34153 Deeannguo
2000 QZ19 (asteroide 34153) é um asteroide da cintura principal. Possui uma excentricidade de 0.19482900 e uma inclinação de 2.33419º.
Este asteroide foi descoberto no dia 24 de agosto de 2000 por LINEAR em Socorro.